# Hermann Ospald
Hermann Ospald (* 20. Januar 1921 in Braunseifen, heute Ryžoviště; † 20. Januar 1996 in Augsburg) war ein deutscher Gewerkschafter und Politiker (SPD).
Ospald war nach seiner Schulzeit in der heimischen Seidenindustrie tätig. 1941 wurde er in die Kriegsmarine einberufen, aus der er 1945 als Obermaat entlassen wurde. Nach Ende des Zweiten Weltkriegs begann er als Verwaltungsangestellter bei der Stadt Kiel, doch zog er bereits 1946 nach Bayern zu seinen Eltern, die aus der Tschechoslowakei ausgewiesen worden waren. In seiner neuen Heimat war er als Partei- und Gewerkschaftssekretär tätig, außerdem gehörte er der sozialdemokratischen Bewegung an, ebenso der Sudetendeutschen Landsmannschaft, dem FC Haunstetten und dem Reservistenverband. 1948 zog er in den Stadtrat von Haunstetten ein. Bei der Landtagswahl 1950 gewann er das Direktmandat im Stimmkreis Neu-Ulm-Stadt und -Land, Illertissen, dem heutigen Stimmkreis Neu-Ulm. Bei den darauffolgenden Wahlen wurde er über die Wahlkreisliste Schwaben in den Bayerischen Landtag gewählt, dem er bis 1970 angehörte. Am 13. Januar 1964 war ihm der Bayerische Verdienstorden verliehen worden.